# Kapitaï und Koba

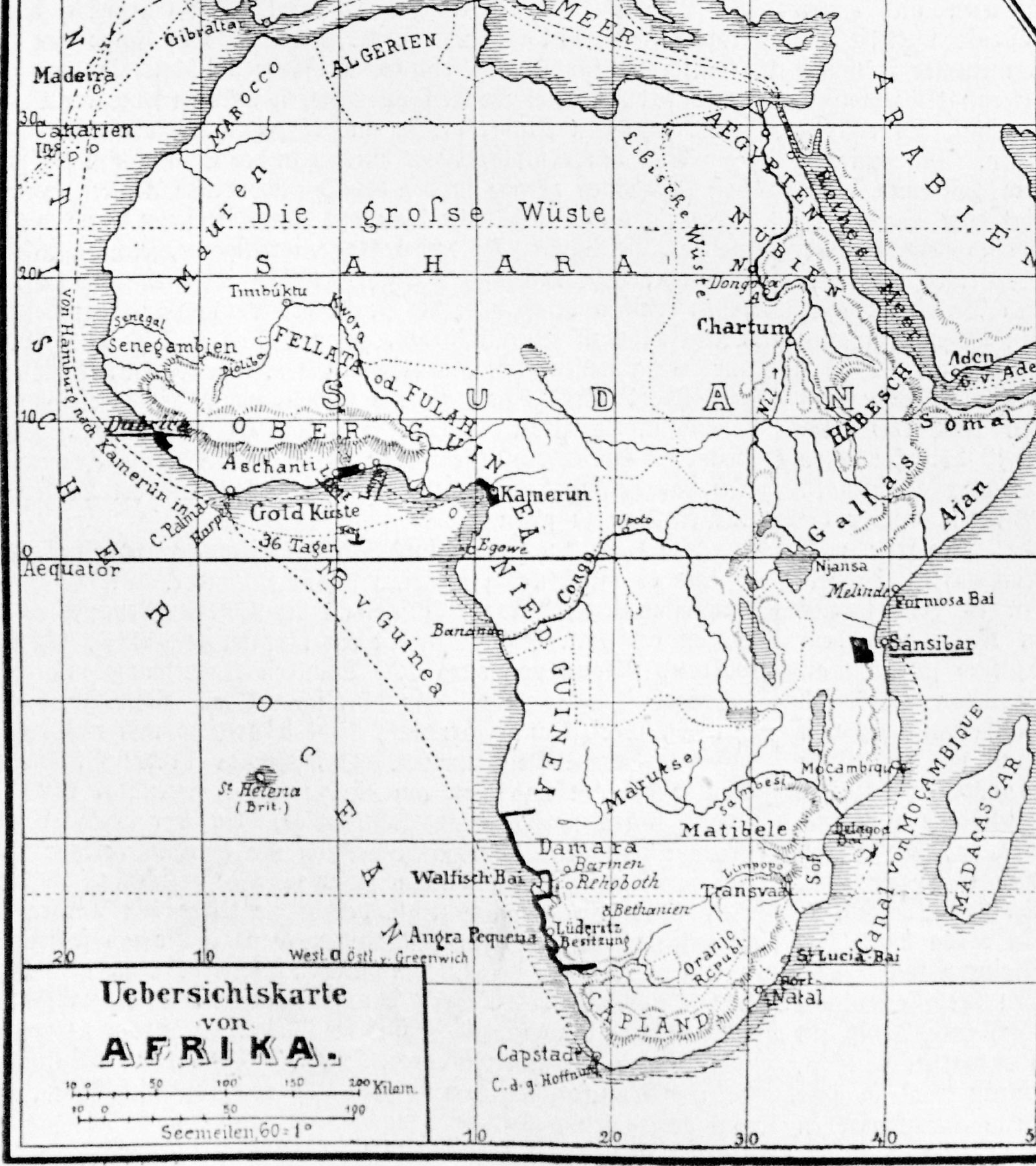
Frühe Karte der deutschen Überseegebiete von 1885: Kapitaï und Koba sind als Dubrica (Dubréka) verzeichnet

Kapitaï und Koba (früher auch Kabitai und Coba oder Kobah) waren zwei westafrikanische Küstenländer, die ab 1884 ein Ziel deutscher Kolonialbestrebungen waren. Trotz eines kaiserlichen Schutzbriefs gab Deutschland seine Ansprüche schon 1885 zugunsten Frankreichs auf. Obwohl die beiden Länder zwischen den Flüssen Rio Pongo und Dubréka und somit südlich von Senegal und Gambia auf dem Gebiet des heutigen Guinea lagen, wurden sie im Sprachgebrauch des 19. Jahrhunderts dem geografischen Raum Senegambien zugerechnet. Die kurzlebige deutsche Besitzung wurde vereinzelt auch Dembiah-Kolonie oder nach ihrem Begründer  Colinsland genannt.

## Friedrich Colin und sein Deutsch-Afrikanisches Geschäft

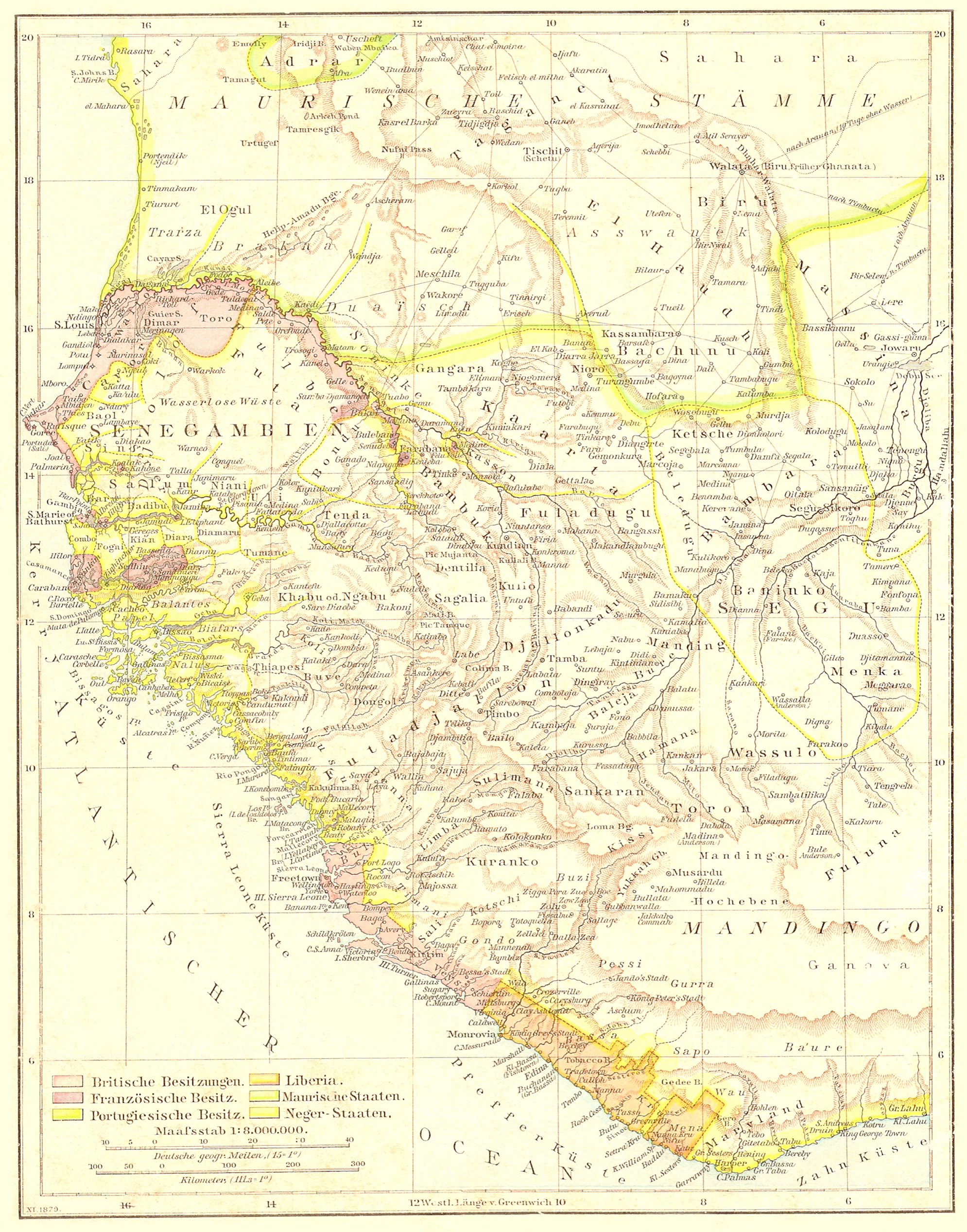
Senegambien 1881: Die Flüsse Dubréka und Dembia münden in die Sangaréa-Bucht (hier: Sangari), der Rio Pongo liegt weiter nördlich. Die vor der Sangaréa-Bucht liegenden Los-Inseln sind als britische Interessensphäre eingezeichnet

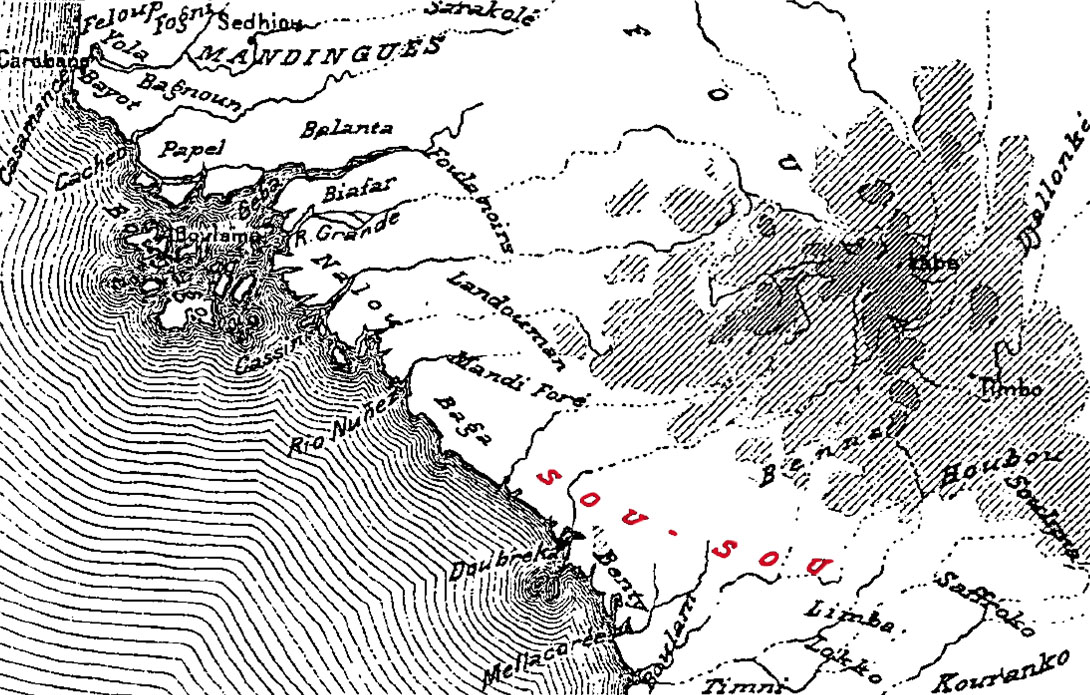
Detailkarte von Niederguinea mit den Siedlungsgebieten der Baga und Sousou bei Dubréka (Ende des 19. Jahrhunderts)

Der aus Landau stammende Stuttgarter Kaufmann Friedrich Colin hatte bereits seit 1870 im Dienst einer französischen Gesellschaft Handel in einem Gebiet Westafrikas getrieben, auf das Frankreich sich seit 1882 zwar als Teil seiner Kolonie Rivières du Sud Ansprüche reserviert hatte, diese jedoch zunächst noch nicht effektiv untermauert hatte. Wegen der französischen Ansprüche überwarf sich Colin 1882 mit seinen französischen Partnern und verfolgte fortan eigene Interessen in Westafrika, doch der Deutsche Kolonialverein versagte ihm die Unterstützung.
Mit Unterstützung seines Bruders Ludwig, der Direktor der Württembergischen Vereinsbank in Stuttgart war, errichtete Friedrich Colin in Boulbinek bzw. im Gebiet der noch freien Baga und Sousou 1883 und 1884 zunächst eine Station seines eigenen Handelshauses sowie entlang des Flusses Dubréka eine Handvoll weiterer Faktoreien bzw. Niederlassungen (darunter Bramaia) und schloss Verträge mit einheimischen Häuptlingen bzw. Kleinkönigen. Im selben Gebiet befanden sich außer den deutschen Niederlassungen eine britische Faktorei mit deutschen Angestellten und eine französische Niederlassung. In einer Unterredung des Reichskanzlers Otto von Bismarck mit deutschen Afrika-Unternehmern am 28. April 1884 forderte Colin erstmals den Schutz seiner Besitzungen durch deutsche Annexionen im Gebiet von Rivières du Sud.
Am 9. März 1885 gründete Colin in Frankfurt am Main zusammen mit Hamburger Partnern die Firma „Fr. Colin, Deutsch-Afrikanisches Geschäft“ als Gesellschaft zum Zwecke der Förderung bzw. Entwicklung des Handels mit Westafrika und dem Ziel, dabei bis ins Quellgebiet des Niger (Bergland von Fouta Djallon) vorzudringen. Das Grundkapital betrug 600.000 Mark. Davon wurden 420.000 Mark direkt in Frankfurt am Main gezeichnet. Die Anteilsscheine der Gesellschaft lauteten auf 10.000 Mark. Colins Faktoreien in Afrika gingen in den Besitz der neuen Handelsgesellschaft über. Ihr Sitz befand sich in Hamburg. Die Generalagentur übertrug die Gesellschaft an das Unternehmen G. W. Wolf. Als Förderer und Mitglieder seiner Gesellschaft konnte Colin nach Vermittlung seines Bruders ab 1883 zunächst namhafte Kolonialbefürworter wie Fürst Hermann zu Hohenlohe-Langenburg, Graf Friedrich von Frankenberg und Ludwigsdorf, Freiherr Karl von Varnbüler, die Bankiers de Neufville und Stern sowie die Unternehmer Adolf von Brüning, Gustav Godeffroy, Leopold Schoeller und Gustav Siegle gewinnen. Somit war Colin das Wohlwollen des Auswärtigen Amtes sicher.

## „Colinsland“ in Senegambien

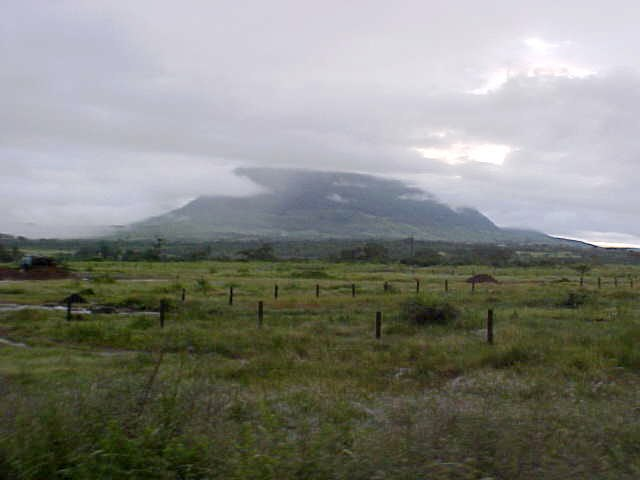
Landschaft zwischen Conakry und Kamsar, in der sich Koba befand (Foto von 2001)

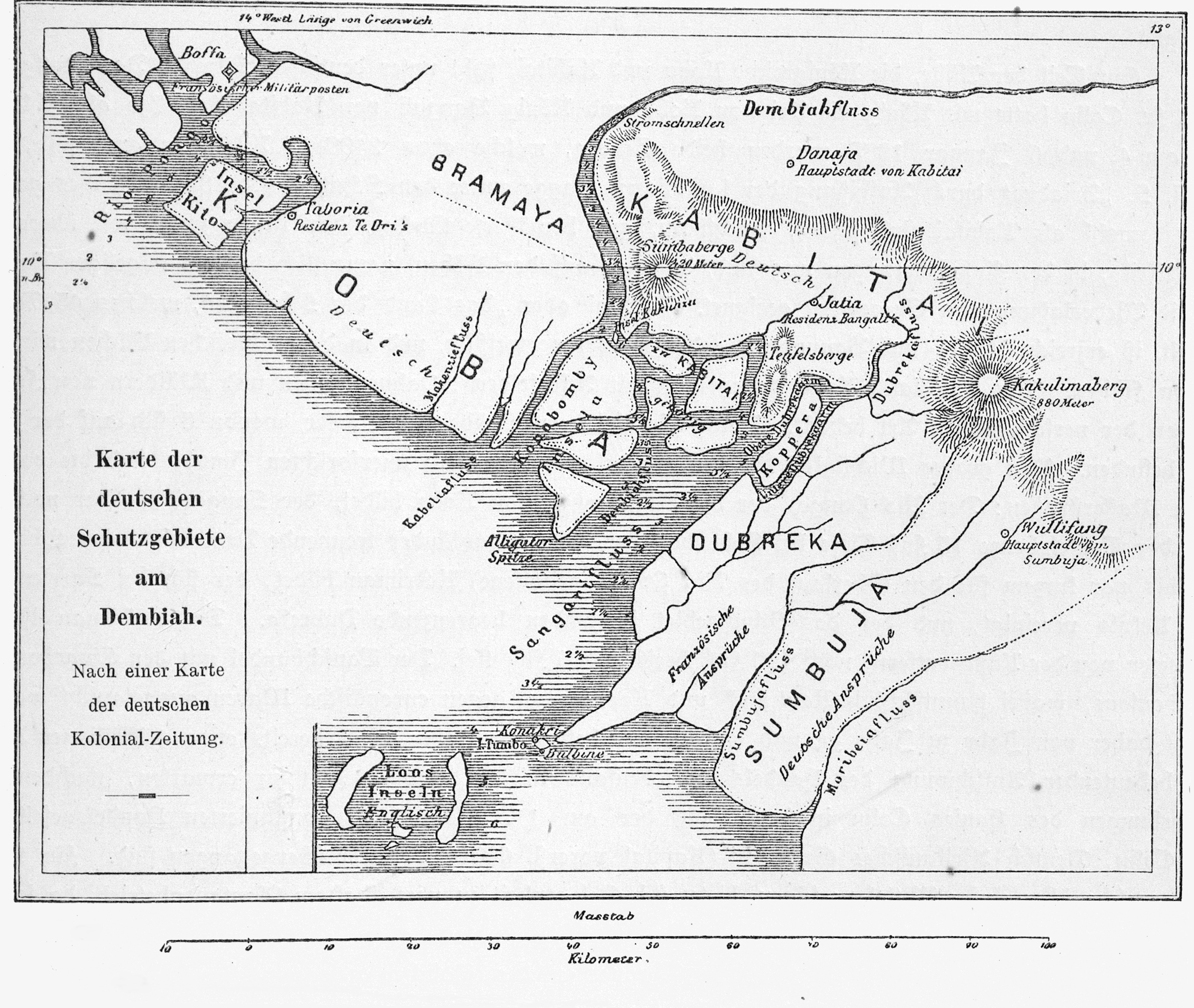
Gebiete am Dembiah: KABITAI und KOBA sind als Deutsch gekennzeichnet. Bei SUMBUJA sind deutsche Ansprüche vermerkt.

Das von Colin beanspruchte Land bestand aus den fünf Kleinkönigreichen Kapitaï, Koba, Bramaya, Dubréka und Sumbuja, von denen nur die ersten beiden unter Reichsschutz standen. Das gebirgige und waldige Königreich Kapitaï (auch Capitay, Kapitay, Kabitai oder Khabitaye) befand sich zwischen den Flüssen Dembiah und Dubréka etwa 400–500 Meter über dem Meeresspiegel. Es umfasste etwa 1.650 km² auf dem Gebiet der heutigen Präfektur Dubréka, Hauptort war Iatia (Yatiya). Das etwas kleinere Königreich Koba (Kobah) befand sich nördlich von Kapitaï in einem Flachland zwischen den Flüssen Dembiah und Rio Pongo und umfasste etwa 660 km² auf dem Gebiet der heutigen Präfektur Boffa, Hauptort war Taboria (Taboriya). Ende des 19. Jahrhunderts war Koba reich an Palmen, Kola-, Nuß- und anderen Fruchtbäumen. Kapitaï war reich an Gummibäumen und Erz, weshalb sein Name mit „Land der Schmiede“ übersetzt wurde. Beide Länder waren von fischreichen Gewässern durchzogen und wurden für den Anbau von Baumwolle und Kaffee als geeignet erachtet. Kapitaï und Koba zusammen zählten zu diesem Zeitpunkt etwa 30–40.000 Einwohner, die überwiegend Muslime (vor allem Sousou) waren. In Kapitaï befanden ist etwa 48, in Koba 45 Ortschaften. Der überseeische Warenverkehr bestand vorwiegend aus Tauschhandel, indem europäische Produkte gegen Kautschuk und Kopalharz getauscht wurden. Deutsche Importartikel waren unter anderem Baumwolltextilien, Spirituosen, Schießpulver und Steinschlossgewehre.
Das südlich gelegene Königreich Sumbuja (auch Sumbayland, Simbaya, Symbaya oder Sumbujo) in der heutigen Präfektur Coyah (Hauptort Wonkifong) war 1884 nach dem Tod seines Herrschers in Thronwirren auseinandergebrochen. Mit dem Thronanwärter Mory Fode schlossen Colins vor Ort agierende Vertreter Louis Baur, Eduard Schmidt und Johannes Voss am 11. Juli 1884 einen Vertrag ab, ebenso am 13. Juli mit Alkali Bangali, dem Häuptling des Kapitaï-Landes. Nachdem er am 10. Oktober 1884 auch mit dem König Allie Te Uri von Koba einen gleichlautenden Vertrag abschließen konnte, stellte Colin am 12. Oktober 1884 in einem an Reichskanzler Bismarck gerichteten Brief den Antrag, das Deutsche Reich möge die Schutzherrschaft übernehmen. Auch der Baga-König Bala Demba von Dubréka, Vater des Königs von Kapitaï, bat in einem Brief, den Colin persönlich in Berlin überreichte, Kaiser Wilhelm I. um Handel mit den Europäern und versprach seinerseits deren Schutz. Im Januar 1885 erreichte das deutsche Kriegsschiff Ariadne das Mündungsgebiet des Dubréka-Flusses und stellte die Gebiete unter deutschen Schutz.
Die gleichlautenden Verträge mit König Mory und König Alkali garantierten jeweils für ein Jahresgehalt von 200 Dollar, dass Sumbuja und Kapitaï ohne Genehmigung des Deutschen Reichs keine Verträge mit anderen Mächten abschließen und die Regelung des Handels dem meistbegünstigten Colin überlassen. Die Königsfamilien, deren Untertanen und das ganze Land sollten unter deutschen „Schutz“ gestellt werden, die Rechtsprechung zwischen Europäern und Afrikanern deutschen Reichsgesetzen unterstellt werden. Mory und Alkali sollten Colin im ganzen Königreich Land für die die Errichtung von Wegen, Straßen, Brücken, Eisenbahnen und deutschen Missionsschulen kostenlos überlassen sowie die für Bau und Unterhalt notwendigen Arbeiter stellen.
Der aus Minden stammende Leutnant a. D. Tilly begann mit der Erforschung der Landschaften. Er starb jedoch im Frühjahr 1885 an Leiden infolge der Strapazen der Reisen.

## Abkommen mit Frankreich

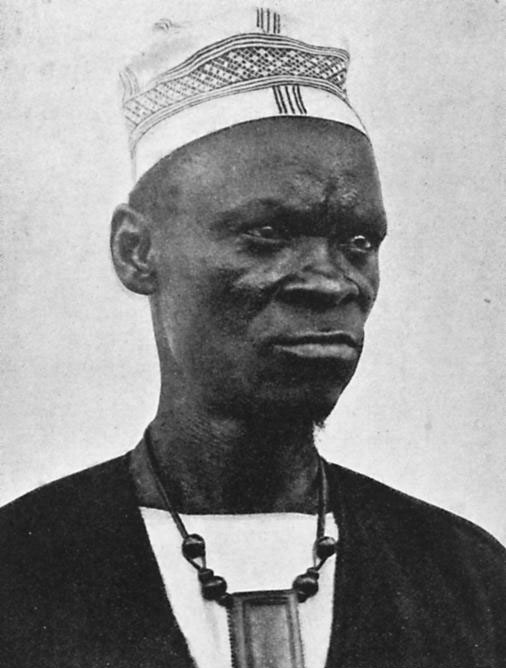
30 Jahre nach Colins Schutzvertrag: ein König der Baga-Koba (1914)

Bereits seit 1880 hatten parallel zu Colin auch französische Kolonialagenten aus Senegal Verträge mit anderen Häuptlingen und Königen der Region geschlossen. Die französische Regierung erhob daher auf das gesamte Gebiet zwischen dem Rio Pongo im Norden und Sierra Leone im Süden Anspruch. Von europäischen Faktoreien ausgeführte Waren wurden von Frankreich mit Zoll belegt. Französische Stellen verlangten von einlaufenden Schiffen Gesundheitsatteste und Ankergebühren.
Im Juni 1884 erkundeten daraufhin der Reichskommissar für Deutsch-Westafrika (das spätere Togo und Kamerun), Gustav Nachtigal, und sein Vertreter, Maximilian Buchner, an Bord der deutschen Kriegsschiffe Möwe und Elisabeth die Los-Inseln und die Sangaréa-Bucht. Ihr Ziel war die Prüfung der rivalisierenden Ansprüche. Am 18. Juni 1884 brach per Dampfpinasse eine Expedition auf. Sie bestand neben Nachtigal und Buchner aus den Herren Baur und Moewius sowie einem Offizier, einem Arzt, zwei Kadetten, vier Unteroffizieren und 19 Matrosen der Elisabeth. Das Detachement besuchte am folgenden Tag die Residenz Bala Dembas in Tumania am Fluss Dubréka – ein kleines Dorf mit kaum mehr als zwanzig Gehöften, wie Buchner schreibt. Nachtigal überreichte Bala Demba ein Antwortschreiben des deutschen Kaisers Wilhelm I. und als Gastgeschenk ein vergoldetes Renaissance-Schwert. (Ein weiteres Geschenk, ein Reiterstandbild des Kaisers aus Erz, wurde aus Rücksicht auf das islamische Bilderverbot nicht überreicht.) Die im Gegenzug von deutscher Seite erhoffte Besiegelung der Freundschaftsanfrage durch einen Schutzvertrag unterblieb jedoch. Bala Demba war laut Buchner „offenbar gegen Schriftliches eingenommen“. Das Detachement kehrte am 21. Juni 1884 auf die Schiffe zurück. Der Elisabeth, die die Sangaréa-Bucht am 22. Juni verließ, folgte am 24. Juni die Möwe mit Kommissar Nachtigal an Bord.
Aufgeschreckt durch Colins Verträge und die deutschen Kriegsschiffe hatte Frankreich daraufhin am 3. September 1884 endlich auch formal sein Protektorat über das gesamte Bramayaland (Bramiah, im Gebiet der heutigen Präfektur Fria) und Ansprüche bis nach Fouta Djallon (Quellgebiet der Flüsse Niger, Senegal und Gambia) proklamiert.

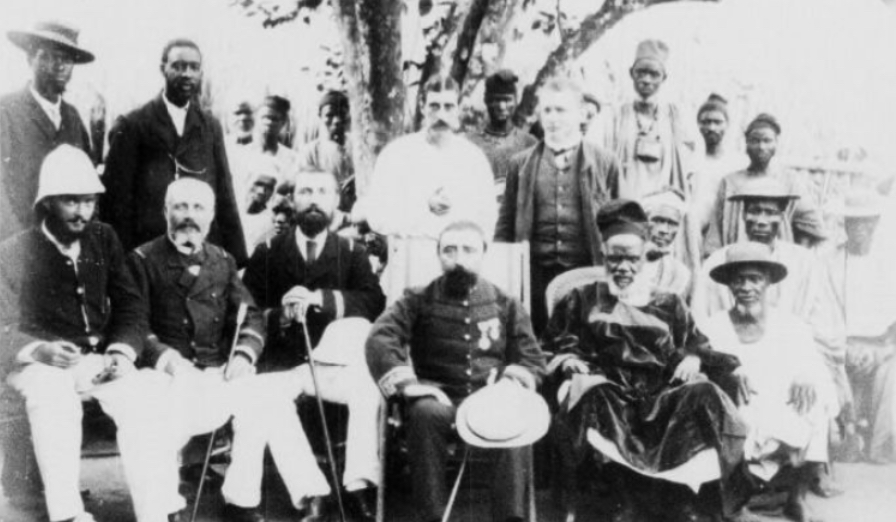
Hatte bereits Vertragsbindung mit Frankreich: König William Fernandez von Bramiah (vorne, 2. von rechts), hier mit dem späteren Gouverneur Jean-Marie Bayol, um 1885.

Anders als Nachtigal, der die Voraussetzungen für Kolonialerwerbungen in Senegambien bzw. Guinea wegen der französischen Ansprüche nicht gegeben sah, sah Colin keine französischen Rechte und drängte die Reichsregierung daraufhin im Oktober 1884, erneut ein Kriegsschiff zu entsenden, um seine Besitzungen zu schützen. Nachdem die Reichsregierung im November 1884 Colin eine entsprechende Zusage gemacht hatte, fuhr die Korvette Ariadne Ende Dezember 1884 die Flüsse Dubréka und Dembia einige Kilometer hinauf. Silvester verbrachten die Mannschaft bei dem deutschen Angestellten der britischen Faktorei, Herrn Ohse. Weiter flussaufwärts ging es am 1. Januar 1885 auf dem Privatdampfer Susu. Die Expedition bestand aus Korvettenkapitän Chüden, Kapitänleutnant du Bois, Leutnant zur See Oppenheimer und fünf weiteren Deutschen. Ebenso wie Colin hielt auch Chüden die Gebiete zunächst nicht für französisches Gebiet. Der Bramiah-König William Fernandez empfing Chüden gastfreundlich und kooperationsbereit, gab jedoch an, bereits Verträge mit Frankreich geschlossen zu haben. Der jüngste Vertrag datierte vom 4. September 1884 und sprach aus Sicht Chüdens eindeutig für Frankreich. In Bramiah verzichtete er daher auf das Hissen einer deutschen Fahne. Per Ruderboot fuhren die Deutschen am folgenden Tag zum Ort Yatiya (auch Jatia) am gleichnamigen Fluss, in dem Chüden mit dem König von Kapitaï, Alkali Bangali, zusammentraf. An diesem 2. Januar 1885 ließ er schließlich an der Sangaréa-Bucht in Anwesenheit des Königs, der deutschen Offiziere und einiger Matrosen die deutsche Flagge hissen. Kapitaï galt somit als deutsches Eigentum des Hauses F. Colin in Stuttgart. Auch der König von Koba, Allie Te Uri, war entgegen französischen Forderungen zur Zusammenarbeit mit den deutschen Vertretern vor Ort bereit und ließ vom 4. bis zum 6. Januar 1885 deutsche Flaggen in dreien seiner Dörfer aufziehen. Diese Flaggenhissungen wurden dem benachbarten französischen Militärposten von Boffa mitgeteilt.

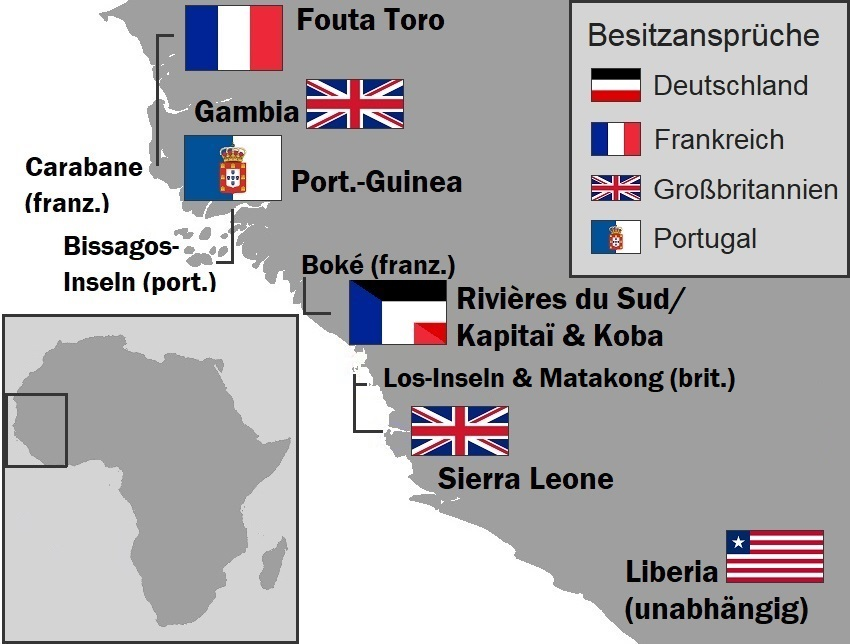
Besitzansprüche europäischer Staaten auf Küstenregionen Westafrikas, um 1885: Rivières du Sud bzw. Kapitaï und Koba waren zwischen Frankreich und Deutschland umstritten

Am 6. Januar 1885 stellte Kaiser Wilhelm I. einen offiziellen Schutzbrief des Reichs für die Dubréka-Kolonie wie auch die Dembia-Kolonie aus. Colin sagte zu, die Kosten für den Aufbau einer deutschen Kolonialverwaltung zu übernehmen. Doch dazu kam es nie. Als Folge der Vereinbarungen der Kongokonferenz begannen Frankreich und Deutschland ab Februar 1885, ihre Interessensphären und Einflusszonen abzugrenzen. Bismarck bemühte sich so, Frankreichs Revanchepolitik abzuschwächen und auf Kolonialerwerbungen zu lenken, die Frankreich stattdessen mit England entzweien würden.
Nach Nachtigals Tod im April 1885 bemühte sich der deutsche Gesandte in Paris, Fürst Chlodwig zu Hohenlohe-Schillingsfürst, um eine Verständigung zwischen Frankreich, dem Reich und Colins Handelsgesellschaft. In einer internen Direktive machte Herbert von Bismarck deutlich, sein Vater lege wenig Wert darauf, wie im Einzelnen mit der Erwerbung Colins verfahren werde. Er bitte jedoch, das Hauptaugenmerk auf die guten Beziehungen mit Frankreich zu richten. Zugleich warb das in Togo tätige Unternehmen Wölber & Brohm dafür, die Grenzen dieser Kolonie durch den Verzicht auf Kapitaï und Koba zugunsten Deutschlands abzurunden. Hohenlohe-Langenburg versuchte umgekehrt, seinen Verwandten zu bewegen, Frankreichs Verzicht auf Kapitaï und Koba als „Abschiedsgeschenk“ vor einem geplanten Amtswechsel des Letzteren zu erbitten. Andernfalls erleide Colins Unternehmen erhebliche Verluste. Doch weder Hohenlohe-Schillingsfürst noch der gleichfalls um Hilfe gebetene Heinrich von Kusserow gingen auf dieses halbseidene Ansinnen – Hohenlohe-Langenburg saß selbst im Verwaltungsrat von Colins Firma – ein und machten höhere Interessen geltend. Im Sommer 1885 ruhten die Verhandlungen, doch als sie im November desselben Jahren wieder aufgenommen wurden, war die an Paris gerichtete Drohung Herbert von Bismarcks, Deutschland werde sich notfalls in der Sangareah-Bucht „definitiv einrichten“, nur noch ein Bluff, um einen baldigen Entschluss herbeizuführen.
Im Deutsch-Französischen Protokoll vom 24. Dezember 1885 erkannte Deutschland die Souveränität Frankreichs über die Region schließlich an. Im Gegenzug erhielt das Deutsche Reich einige an Kamerun und Togo angrenzende Gebietsstreifen (Anecho und Batangaküste). Colins „Deutsch-Afrikanisches Geschäft“ fiel unter französische Gerichtsbarkeit, Fürst Hermann zu Hohenlohe-Langenburg zog sich daraufhin aus der Gesellschaft zurück.

## Gegenwart
Im seit 1958 unabhängigen Guinea bildet Koba heute zusammen mit Taboriya die Unterpräfektur Koba-Tatema innerhalb der Präfektur Boffa. Khabitaye ist ein 4.900 Hektar umfassender Nationalpark, Kapitaïs ehemalige Hauptstadt Yatiya gehört heute zur Unterpräfektur Khorira.